# جيوفاني جوريا
جيوفاني جوزيبي غوريا (بالإيطالية: Giovanni Goria)‏ سياسيً يمينيً إيطاليً ( 30 يوليو 1943 - 21 مايو 1994) . شغل منصب رئيس وزراء إيطاليا الرابع والأربعين خلال الفترة من عام 1987 حتى عام 1988.

## روابط خارجية
- جيوفاني جوريا على موقع مونزينجر (الألمانية)